# لوري هاربر
لوري هاربر (10 ديسمبر 1970 - ) (بالإنجليزية: Laurie Harper)‏ هو لاعب كريكت أسترالي.

## وصلات خارجية
- لوري هاربر على موقع إي آس بي آن كريك إنفو (الإنجليزية)